# Svetlaja
Svetlaja (in russo Светлая?) è un insediamento di tipo urbano dell'Estremo Oriente russo (Territorio del Litorale). Fa parte del distretto Ternejskij.
L'insediamento si trova sulla riva del mar del Giappone alla foce del fiume omonimo, vicino a capo Sosunov.